# Тръба
Вижте пояснителната страница за други значения на тръба.
Тръбата е кух цилиндър, обикновено, но не задължително с кръгло напречно сечение, използвана главно за пренос на вещества, които могат да протичат – течности и газове (флуиди), суспензии (пулп), прахообразни и маси от микроскопични твърди частици. Тръбите могат да се използват също и за конструктивни приложения; кухата тръба притежава значително по-голяма твърдост на единица тегло, в сравнение с плътните тела.

## Производство

### Електрозаварени тръби
С усъвършенстването на технологията на заваряването в средата на XX век метални тръби започват да се произвеждат и чрез огъване и заваряване на плоски листове.
При най-честия процес изходният продукт е ламарина (от стомана, алуминий или друг метал), доставяна на рулони, които се разкрояват до определена ширина (според диаметъра на произвеждана тръба) на специална машина (цепеща линия, цепачка). Нацепената лента се навива на хаспели и постъпва в линията за студено огъване, където ламарината се огъва постепенно от профилиращи секции, чийто брой най-често варира от 6 до 12. Оформеният профил минава през индуктор, който нагрява надлъжните ръбове на метала до температура, която е оптимална за заваряването му. То се извършва от 2 или 3 заваръчни ролки, които притискат по оптимален начин незаварената тръба, а непосредствено след това заваръчният шев се обира с нож или хобел.
Вече заварената тръбата се охлажда в охлаждаща вана или улей, след което постъпва в калиброваща секция, състояща се от 3 – 6 комплекта калиброващи ролки. Там окончателно се оформя профилът (кръгла тръба, квадрат, правоъгълник или сложен профил), размерът и гладкостта на тръбата. Допуските за крайните размери на профила според европейските стандарти са най-често +/- 0,1 mm. След калиброването тръбата минава през турски глави, които служат най-често за нейното изправяне, в по-редки случаи за окончателно оформяне на нейния размер. Следва отрезно устройство, което реже тръбата на необходимата дължина, най-често 3 – 7 метра.